# Баракаева, Шарафат
Шарафат Баракаева — советский хозяйственный, государственный и политический деятель, Герой Социалистического Труда.

## Биография
Родилась в 1918 году в Бухарском эмирате. Член КПСС с 1950 года.
С 1934 года — на хозяйственной, общественной и политической работе. В 1934—1973 гг. — колхозница, звеньевая, бригадир полеводческой бригады колхоза «Октябрь» Каракульского района Бухарской области Узбекской ССР.
Указом Президиума Верховного Совета СССР «О присвоении звания Героя Социалистического Труда колхозникам, колхозницам, работникам машинно-тракторных станций, совхозов, партийным и советским работникам Узбекской ССР» от 11 января 1957 года за «выдающиеся успехи, достигнутые в деле развития советского хлопководства, широкое применение достижений науки и передового опыта в возделывании хлопчатника и получение высоких и устойчивых урожаев хлопка-сырца» присвоено звание Героя Социалистического Труда с вручением ордена Ленина и золотой медали «Серп и Молот».
Избиралась депутатом Верховного Совета СССР 6-го созыва. Делегат XXII съезда КПСС.
Жила в Бухарской области Узбекской ССР.